# ایران: از اختلافات مذهبی تا انقلاب
ایران: از اختلافات مذهبی تا انقلاب (انگلیسی: Iran: From Religious Dispute to Revolution) یک کتاب با موضوع انقلاب ۱۳۵۷ ایران که توسط پژوهشگر آمریکایی مایکل فیشر، در سال ۱۹۸۰ نوشته شده‌است. این کتاب در مورد نقش اسلام در ایران و رابطه آن با انقلاب اسلامی در ایران است. این کتاب ابتدا توسط انتشارات دانشگاه هاروارد در تاریخ ۹ ژوئیه ۱۹۸۰ منتشر شد.

## خلاصه کتاب
این اثر به بررسی اسلام در ایران و رابطه آن با انقلاب ۱۳۵۷ می‌پردازد و به شدت از تجربیات فیشر با تمرین‌کنندگان در شهر مقدس قم استفاده می‌کند. او به ویژه مدرسه‌ای را که فیشر آن را «مکتب کتاب مقدس» می‌نامد، بررسی می‌کند.

## پذیره
این اثر بررسی‌های متفاوتی از سوی مطالعات خاورمیانه، ژورنال آکادمی دین آمریکا، انسان‌شناسی آمریکا و فصل‌نامه علوم سیاسی دریافت کرده‌است.